# Мідний край
«Мідний край» (англ. The Kingdom of Copper) — американський фентезійний роман Шеннон Чакраборті. Це друга частина трилогії «Девабад», продовження роману «Латунне місто», за якою 2020 року вийшла третя частина «Імперія золота».

## Публікація
Роман «Мідний край» опублікувала HarperVoyager, дочірня компанія HarperCollins, 22 січня 2019 року. Він має шістсот сорок сторінок, містить ілюстрації та карти, надрукований у твердій та м’якій палітурці та доступний для завантаження в цифровому вигляді.

## Прийняття
У рецензії Пола Ді Філіппо в журналі «Локус» йдеться, що роман «заглиблюється в суспільні проблеми: економіку, соціальні низи та зловживання владою», і тому його можна порівняти зі «Зрадником Бару Бакланом».
Роман «Мідний край»  було номіновано на премію Ignyte.

## Переклад українською
2025 року у видавництві «Nebo BookLab Publishing» вийшов український переклад роману. Перекладачка — Ксенія Сокульська.